# Agarwal Mandi
Agarwal Mandi là một thị xã và là một nagar panchayat trong quận Baghpat trong bang Uttar Pradesh của Ấn Độ.

## Cơ cấu dân số
Theo điều tra dân số Ấn Độ năm 2001, Agarwal Mandi có dân số 12.398 người. Nam giới chiếm 53% dân số, nữ giới chiếm 47% dân số. Agarwal Mandi có tỷ lệ biết chữ bình quân 69%, cao hơn mức trung bình 59,5% của toàn quốc. 15% dân số có độ tuổi dưới 6. 